# Неустойчивость Рихтмайера — Мешкова
Неустойчивость Рихтмайера — Мешкова возникает между двумя контактирующими сплошными средами различной плотности, когда поверхность раздела испытывает импульс ускорения, например при прохождении ударной волны. Развитие неустойчивости начинается с возмущения малой амплитуды, которая первоначально возрастает линейно со временем. Далее неустойчивость приобретает нелинейный характер со смешиванием веществ.
Неустойчивость Рихтмайера — Мешкова является предельным случаем неустойчивости Рэлея — Тейлора, когда постоянное воздействие силы заменяется на краткий импульс.
Роберт Рихтмайер теоретически предсказал возможность развития такого рода неустойчивости, а Евгений Мешков впервые осуществил её экспериментально.

## История
Возникновение турбулентного течения за фронтом ударной волны при определенных условиях было предсказано в 1960 году Р. Д. Рихтмайером (R. D. Richtmyer). Он рассмотрел математическую задачу о прохождении ударной волны через контактную границу двух несжимаемых жидкостей. В качестве начального возмущения на границе принимались малые периодические синусоидальные возмущения с амплитудой а0 и длиной волны L. Роберт Рихтмайер рассматривал только случай прохождения ударной волны из лёгкого вещества в тяжелое в соответствии с представлениями о физике развития неустойчивости Рэлея — Тейлора, когда неустойчивое течение растёт только при направленности ускорения из лёгкого вещества в тяжелое, а в обратном направлении граница остаётся устойчивой. Через 9 лет советский физик Евгений Мешков не только подтвердил вывод Рихтмайера экспериментально, но и в своих экспериментах показал, что неустойчивое течение возникает при прохождении ударной волны из тяжёлого вещества в лёгкое, о чём не сообщал американский математик. Например, материалы в ядрах звезд, такие как кобальт-56 из сверхновой SN 1987A, возникали раньше, чем ожидалось, что было свидетельством смешивания в результате неустойчивости Рихтмайера — Мешкова.

## Примеры
- Возмущения в звездном ветре;
- Взаимодействия ударной волны сверхновой звезды с неоднородной межзвездной средой;
- Влияние радиационного охлаждения на характеристики движения образующихся уплотнений;
- Сверхзвуковое сгорание в ГПВРД;
- Переход от дефлаграции к детонации.

Модели неустойчивостей учитывающие физические свойства среды и режимы ускорения, могут быть использованы для усовершенствования газодинамических теорий развития нелинейных возмущений поверхности тангенциального разрыва. 
Практическая значимость определяется возможностью использования результатов при планировании экспериментов в космосе, при анализе полученных с помощью космических аппаратов данных, а также в лабораторных исследованиях по созданию условий, наблюдаемых в остатках сверхновых звезд.

## Внешние ссылки
- Лабораторная трубка Висконсин Шок Архивная копия от 10 июня 2010 на Wayback Machine
- Новый тип эволюции интерфейса в неустойчивости Рихтмайера — Мешкова
- Последние достижения в области непрямого привода ICF Target физики в LLNL Архивная копия от 3 марта 2016 на Wayback Machine
- Появление детонации в течении, индуцированной неустойчивостю Рихтмайера — Мешкова Архивная копия от 23 октября 2004 на Wayback Machine
- Распространение быстрых дефлаграций и окраинных детонаций в водородно-воздушных смесях
- Грибы + Змеи: визуализация неустойчивости Рихтмайера — Мешкова Архивная копия от 4 марта 2016 на Wayback Machine
- Сопряженный фильтр OscillationReduction (CFOR) схема для 2-мерной неустойчивости Рихтмайера — Мешкова Архивная копия от 4 февраля 2012 на Wayback Machine
- Эксперименты по неустойчивости Рихтмайера — Мешкова в университете Аризоны